# Rio Bueno (rzeka na Jamajce)
Rio Bueno – rzeka na Jamajce w regionie Trelawny hrabstwa Cornwall, w północno-zachodniej części wyspy Jamajka. Uchodzi do Morza Karaibskiego w wiosce rybackiej o tej samej nazwie.
Na rzece organizowane spływy na pontonach. 